# Врело Мале Тиснице
Врело Мале Тиснице се налази на левој обали Млаве у крајњем југоисточном делу Жагубичке котлине низводно од ушћа реке Пераста у Тисницу.
Надморска висина на којој се ово врело налази износи 580m. Вода избија из пећинског отвора облика окапине, ширине око 10m и висине 3 до 5m. Вода овог врела је бистра и може се користити за пиће. Издашност је колебљива и зависи од атмосферских падавина и отапања снега. 
До овог врела се може доћи пешачењем кроз кањон реке Тиснице. Природа у околина овог врела је прелепа и има свих погодности за развој излетничког туризма. 